# مساعد السليم
مساعد بن إبراهيم بن عبد الله السليم (1963 - ) سفير ودبلوماسي سعودي.

## الحياة الشخصية
ولد في مدينة عنيزة، المملكة العربية السعودية عام 1963م، تدرج في المراحل الدراسية حتى حصل على الشهادة الثانوية وانتقل بعدها إلى مدينة الرياض، متزوج ولديه 6 من الأبناء.

## الحياة العلمية
- حاصل على درجة البكالوريوس في العلوم الإدارية تخصص القانون من جامعة الملك سعود عام 1985م
- درجة الماجستير في الدراسات الدولية والدبلوماسية من جامعة لندن - كلية الدراسات الشرقية والأفريقية SOAS عام 2003 م.

## الحياة العملية
تدرج في السلم الدبلوماسي بعد التحاقه بوزارة الخارجية عام 1986م، عمل خلالها في سفارة المملكة العربية السعودية في اليابان كرئيس القسم القنصلي ونائباً للسفير، وشغل منصب رئيس الشؤون الإقتصادية في سفارة المملكة العربية السعودية في المملكة المتحدة لندن من 1999م إلى 2004م.
تولى منصب نائب المدير العام لإدارة العلاقات الإقتصادية الدولية في وزارة الخارجية من عام 2004م ونائبا ً للعلاقات الإقتصادية الثنائية عام 2006م، ثم مديراً عاماً لإدارة العلاقات الإقتصادية الدولية عام 2008م.
تقلد في عام 2013 م منصب سفير المملكة العربية السعودية لدى جمهورية أذربيجان وسفيرا ً غير مقيم لدى دولة جورجيا في عام 2015م، وفي عام 2018 أصبح سفيراً للمملكة العربية السعودية لدى دولة أستراليا وسفيراً غير مقيم لدى كل من (جمهورية فيجي  وجزر سليمان).

### الدورات التدريبية
- شارك وحصل على العديد من الدورات المتخصصة السياسية والدبلوماسية، ودورات التنمية الاقتصادية داخل وخارج المملكة العربية السعودية.

## المشاركات الرسمية
- شارك ضمن وفود المملكة الرسمية في المؤتمرات والاجتماعات الخاصة لمجلس التعاون لدول الخليج العربية والجامعة العربية ومنظمة التعاون الإسلامي والأمم المتحدة والمنظمات المتخصصة ومجموعة العشرين.